# Adolph Wagner
Pour les articles homonymes, voir Adolf Wagner  (homonymie) et Wagner.

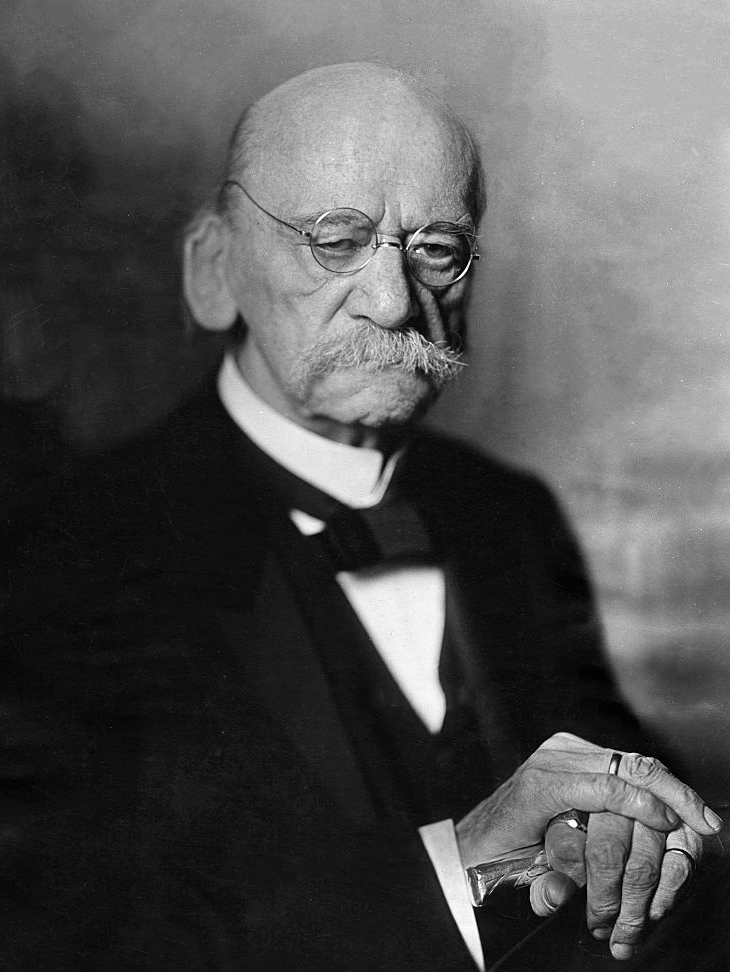
Adolph Wagner, 1910.

Adolph Wagner, aussi connu comme Adolf Wagner (25 mars 1835 - 8 novembre 1917) est un économiste et universitaire allemand qui enseigne successivement à Vienne, Hambourg, Fribourg et Berlin. Son enseignement s'est traduit par une influence spirituelle majeure auprès des dirigeants allemands (Guillaume Ier, Guillaume II et Bismarck). Adolph Wagner est le père de Cornelia Paczka-Wagner (née le 9 août 1864 à Göttingen - morte après 1930), une peintre, graphiste et sculptrice.

## L'intellectuel engagé
Wagner, devenu grand spécialiste des institutions financières, n'hésite pas à intervenir dans la vie publique pour défendre « la nouvelle politique sociale » :

« Il est bon de sortir du cabinet d'études pour marcher dans la vie, et y apprendre d'autres choses que les livres et les études seuls ne nous enseignent pas. Et, en adepte d'une science qui, comme l'économie nationale de la science des finances, doit collaborer à la vie, à la prospérité nationale, j'ai considéré qu'il n'est point mal, mais qu'il est permis et même recommandé d'aider, autant que le permettent nos forces, à faire triompher dans la politique pratique ce point de vue de la politique sociale à participer à la lutte pour une législation présentant ce caractère… Je pense ainsi, surtout depuis que le message impérial du 17 novembre 1881 a fixé un but analogue, à la joie et à la satisfaction infinie des hommes de notre tendance »

— Wagner, Traité des sciences des finances

## Le penseur d'un social-étatisme
Wagner critique les doctrines des physiocrates et des libéraux : « La théorie de Smith, l'individualisme et le libéralisme économique ont fait leur temps dans la science et dans la vie, en théorie et en pratique (…) Le rôle prépondérant que l'économie politique anglaise attribue à l'individu, sa tendance à prendre l'essence de l'individu, ou si l'on veut ses instincts naturels, ses désirs, ses tendances comme le point de départ et comme le but de toute vie sociale – conséquences logiques de l'individualisme – sont minés par l'idée opposée, celle de la collectivité et de ses conditions d'existence, qui ne sont autres que celles de l'individu, en tant que membre de la collectivité… C'est du point de vue social, socialiste, et non plus individualiste qu'on étudie désormais la vie économique, les problèmes économiques ». Il entend promouvoir l'économie politique comme « la science des phénomènes économiques considérés comme les éléments du phénomène composé que constitue l'économie nationale ». L'économie nationale étant un tout, un système fondé sur la division du travail et la circulation entre les exploitations particulières, ce tout devant être « regardé en lui-même, à un certain degré de son évolution, et étant donné certaines hypothèses juridiques ».

## Le socialiste de la«chaire»
Dans les Fondements de l'Économie politique (1876) Wagner défend la légitimité des transferts sociaux : l'État peut légitimement redistribuer les revenus en versant des salaires indirects : « L'organisation de la classe ouvrière, l'assurance ouvrière, la protection ouvrière, l'assurance obligatoire en particulier, la contribution de l'État à l'assurance ouvrière, l'étatisation des chemins de fer, la politique des tarifs, la gestion financière des chemins de fer, le côté politico-social du libre-échange et de la protection, toutes ces questions m'ont souvent fourni l'occasion d'explications nouvelles et plus approfondies sur les rapports de l'individu et de la société, sur la légitimité de l'intervention de l'État dans le domaine économique, sur le rôle de l'État ».

## La loi de Wagner
En 1872, dans son Lehrbuch der politischen Ökonomie (Manuel d’économie politique), Adolph Wagner explique que « plus la société se civilise, plus l’État est dispendieux » (un principe aujourd'hui connu sous le nom de loi de Wagner), ce qui signifie que la part des dépenses publiques dans le PIB augmente avec le revenu par tête.
À ses yeux, l’augmentation des dépenses publiques s’explique par l’apparition de deux catégories de nouveaux besoins : plus l’économie se développe, plus l’État doit investir en infrastructures publiques et d’autre part, plus le niveau de vie de la population augmente, plus celle-ci accroît sa consommation de biens dits supérieurs, comme les loisirs, la culture, l’éducation, la santé… qui sont des biens dont l'élasticité-revenu est supérieure à 1. En d’autres termes, la consommation de ces biens augmente plus vite que le revenu de la population.

## Œuvre
- Wagner, Adolph (1864). Die Gesetzmässigkeit in den scheinbar willkührlichen menschlichen Handlungen vom Standpunkte der Statistik. Hamburg: Boyes & Geisler.
- Wagner, Adolph (1866). Beiträge zur Finanzstatistik des Schulwesens in den Städten des Ostseegouvernements Livland, Kurland und Esthland. Dorpat: Als Manuscript gedruckt. / Druck von C. Matthiesen.
- Wagner, Adolph (1866). "Die auswärtige Politik Rußlands und ihre Bedeutung für Preußen." Preußische Jahrbücher, vol. 18, no. 6 (December), p. 657–692.
- Wagner, Adolph (1867). "Statistik." In Deutsches Staats-Wörterbuch, vol. 10. Leipzig: Expedition des Staats-Wörterbuchs, p. 400–481.
- Wagner, Adolph (1868). Die russische Papierwährung. Riga: Kymmel.
- Wagner, Adolph (1870). Die Abschaffung des privaten Grundeigenthums. Leipzig: Duncker & Humblot.
- Wagner, Adolph (1892). Grundlegung der politischen Ökonomie. Part 1, vol. 1. 3rd edn. Leipzig: Winter.
- Wagner, Adolph (1895). Die akademische Nationalökonomie und der Socialismus. Berlin: Julius Becker.
- Wagner, Adolph (1900). Allgemeine und theoretische Volkswirtschaftslehre oder Sozialökonomik. (Theoretische National-Oekonomie.). Berlin: Als Manuskript gedruckt.
- Wagner, Adolph (1902). Agrar- und Industriestaat. Die Kehrseite des Industriestaats und die Rechtfertigung agrarischen Zollschutzes mit besonderer Rücksicht auf die Bevölkerungsfrage. 2nd edn. Jena: Fischer.
- Wagner, Adolph (1904). Die finanzielle Mitbeteiligung der Gemeinden an kulturellen Staatseinrichtungen und die Entwickelung der Gemeindeeinnahmen.Jena: Fischer.
- Wagner, Adolph (1916). Staatsbürgerliche Bildung. Berlin: Verlag "Bodenreform".
- Wagner, Adolph (1948). Finanzwissenschaft und Staatssozialismus. August Skalweit, ed. Frankfurt/Main: Klostermann.

En anglais
- Wagner, Adolph (1939). "Speech on the Social Question" (abridged), in Donald O. Wagner, ed. Social Reformers. Adam Smith to John Dewey. New York: Macmillan, p. 489–506.

Lettres
- Wagner, Adolph (1978). Briefe – Dokumente – Augenzeugenberichte, 1851–1917. Heinrich Rubner, ed. Berlin: Duncker & Humblot.